# Salinas la Blanca/ Salina Tilapa
Salinas la Blanca/ Salina Tilapa es un sitio arqueológico perteneciente al periodo pre-clásico temprano situado en Ocós, San Marcos, Guatemala. El sitio consiste en dos montículos grandes; el montículo occidental es cortado por el río Naranjo y fue excavado por Coe y Flannery, y el montículo oriental fue examinado por Shook en 1973 y 1976. Muchos montículos pequeños se extienden al Norte y al Sur de las estructuras grandes y forman parte de un sitio enorme que circunda las Salinas de Tilapa.